# Bormio
Bormio é uma comuna italiana da província de Sondrio, região da Lombardia. Está situada em  Valtellina, próximo à fronteira com a Suíça. Com cerca de 4.000 habitantes, estende-se por uma área de 41 km², tendo uma densidade populacional de  100 hab/km². Faz fronteira com Stelvio (BZ), Valdidentro, Valdisotto, Valfurva.
Inserida no Parque Nacional do Stelvio, Bormio é uma localidade turística e hospedou o Campeonato Mundial de Esqui Alpino em 1985 e 2005. A comuna pertence à Diocese de Como.
Bormio é também conhecida por suas termas, citadas desde a época dos antigos romanos.

## Demografia
| Variação demográfica do município entre 1861 e 2011                               |
|                                                                                   |
| Fonte: Istituto Nazionale di Statistica (ISTAT) - Elaboração gráfica da Wikipedia |